# Oedichira crassimana
Oedichira crassimana är en skalbaggsart som beskrevs av Hermann Burmeister 1855. Oedichira crassimana ingår i släktet Oedichira och familjen Melolonthidae. Inga underarter finns listade i Catalogue of Life.